# Рауль Альбентоса
Рауль Альбентоса (ісп. Raúl Albentosa; нар. 7 вересня 1988, Алзіра, Іспанія) — іспанський футболіст, захисник команди «Депортіво».
9 липня 2016 року уклав контракт на 4 роки з Депортіво.